# اتو لوتروپ
اتو لوتروپ (انگلیسی: Otto Luttrop; ۱ مارس ۱۹۳۹ – ۲۱ نوامبر ۲۰۱۷) بازیکن فوتبال اهل آلمان بود.
از باشگاه‌هایی که در آن بازی کرده‌است می‌توان به باشگاه فوتبال سیون، باشگاه فوتبال مونیخ ۱۸۶۰، باشگاه فوتبال لوتسرن، باشگاه فوتبال لوگانو، و باشگاه فوتبال کیاسو اشاره کرد.